# Projet de référendum abrogatif de la loi électorale italienne de 2005
Le référendum abrogatif de 2012 est un projet de référendum dont l'objet était l'abrogation de la loi électorale en vigueur (le Porcellum) en rétablissant le Matarellum qui était la loi précédente. Ce référendum a obtenu le nombre de signatures nécessaires mais la Cour constitutionnelle (Italie) a émis un avis négatif en janvier 2012.

## Présentation
Il était prévu avec une organisation à la fin du premier trimestre 2012, sauf si le Parlement italien modifiait entre-temps la loi dans le sens voulu par les promoteurs du référendum, notamment l'Italie des valeurs. La Cour ayant estimé que la matière électorale était de la compétence du Parlement, elle a renvoyé la discussion à celui-ci qui n'a pas été capable de modifier la loi électorale en vigueur avant la dissolution des chambres intervenue le 22 décembre 2012.

## Comité promoteur
En plus des partis politiques italiens qui le soutiennent, i Democratici (la composante du Parti démocrate proche de Dario Franceschini), Gauche, écologie et liberté (SEL) de Nichi Vendola, le Parti libéral italien, l'Italie des valeurs, la Rete dei referendari de Mario Segni et l'Union populaire, son comité officiel comprend les personnalités suivantes :
- Renato Balduzzi, université du Piémont oriental,
- Mario Barbi, député du Parti démocrate (PD),
- Giuseppe Benedetto, avocat,
- Roberto Bertinetti, université de Trieste
- Matteo Castellarin, mouvement de jeunesse de l'Italie des valeurs (IdV),
- Stefano Ceccanti, constitutionaliste, université La Sapienza de Rome, sénateur du PD
- Francesco Clementi, constitutionaliste, université de Pérouse,
- Gabriele De Giorgi, collaborateur parlementaire,
- Gian Candido De Martin, constitutionaliste, université LUISS de Rome,
- Loredana De Petris, ancienne sénatrice,
- Antonio Di Pietro, député, leader IdV,
- Vittorino Ferla, responsable citoyenneté active,
- Antonio Funiciello, directeur Liberté Égalité,
- Antonio La Forgia, député PD
- Gad Lerner, journaliste,
- Gennaro Migliore, ancien député PD,
- Gloria Monaco, journaliste,
- Andrea Morrone, université de Bologne
- Silvana Mura, députée IdV,
- Leoluca Orlando, député IdV,
- Paolo Palma, ancien député du Parti populaire italien
- Enzo Palumbo, ancien sénateur et membre du Conseil supérieur de la magistrature, Parti libéral italien,
- Benedetta Parenti, IdV,
- Arturo Parisi, politologue, université de Bologne, député PD,
- Edoardo Carlo Raffiotta, constitutionaliste, université de Bologne,
- Raffaella Sturdà, avocate, IdV,
- Diletta Tega, université de Milan Bicocca,
- Lara Trucco, université de Gênes,
- Salvatore Vassallo, constitutionaliste, université de Bologne, député PD.